# Травушкин, Николай Сергеевич
Никола́й Серге́евич Тра́вушкин (28 апреля 1916, Астрахань, Российская империя — 17 марта 1989, Юрмала, Латвийская ССР, СССР) — советский писатель, поэт, литературовед и краевед. Член Союза писателей СССР.

## Биография
Родился в Астрахани в семье крестьянского происхождения. Отец работал булочником, позднее — табельщиком на лесопильном заводе, мать была домохозяйкой.
В 1935 году окончил Астраханский речной техникум и переехал в Москву, где работал техником-конструктором на судостроительном заводе. Через два года уехал в Одессу для поступления в Институт водного транспорта, куда не был принят по состоянию здоровья. Поступил на лингвистический факультет Одесского университета по специальности «английский язык». В студенческие годы начал переводить на русский стихотворения английских и немецкий поэтов. В начале войны работал на оборонительных сооружениях под Одессой, в 1941 году вернулся на родину — в Астрахань, где преподавал немецкий язык, позднее — заведовал библиотекой.
С 1943 года преподавал зарубежную литературу в Астраханском пединституте и английский язык в Сталинградском суворовском военном училище, которое в то время временно размещалось в Астрахани. В 1946 году стал деканом факультета иностранных языков в пединституте и завкафедрой английского языка, с 1961 — завкафедрой русской и зарубежной литературы. В 1954 году защитил кандидатскую диссертацию по творчеству Иоганнеса Бехера, в 1974 - докторскую по теме «Зарубежная художественная литература в революционной России», после чего стал профессором. На протяжении многих лет был председателем правления областной организации Общества любителей книг и членом его республиканского правления. Стал организатором Хлебниковский чтений в Астрахани. В 1980 году стал членом Союза писателей СССР. Скоропостижно скончался во время отдыха на Рижском взморье.